# 吉谷久雄
吉谷 久雄（よしたに ひさお、1903年10月30日 - 没年不詳）は、日本の俳優である。本名石井 清一（いしい せいいち）、旧芸名市川 喜有利（いちかわ きうり）。松竹蒲田撮影所が1920年代に推進した「短篇喜劇」の主演俳優として知られる。

## 人物・来歴
1903年（明治36年）10月30日、広島県尾道市長江町（現在の同県同市長江）に生まれる。
広島県立福山中学校（現在の広島県立福山誠之館高等学校）に進学するも、満16歳を迎える1919年（大正8年）、同校を中途退学する。当時日本領であった朝鮮、日本の租借地であった大陸の大連（現在の中華人民共和国遼寧省大連市）等を放浪する。同年中に帰国、二代目市川猿之助に弟子入りし、歌舞伎役者となって「市川 喜有利」と名乗る。
1924年（大正13年）、東京の松竹蒲田撮影所に入社、映画俳優となって「吉谷 久雄」と改名する。当初は同撮影所が当時製作していた時代劇に端役出演していたが、1927年（昭和2年）1月5日に公開された鈴木傳明主演、鈴木重吉監督の『冬休み』に脇役でクレジットされたあたりから、持ち前の短躯と愛嬌のある顔つきが現代劇に居場所を見出し始める。同年5月22日に公開された佐々木恒次郎監督の『すね者』に、佐々木清野演ずる女賊の子分を演じて主演し、同年7月には準幹部に昇進する。1928年（昭和3年）1月5日に公開された牛原虚彦監督の『近代武者修行』以降、「鈴木傳明主演作の三枚目」のポジションを確立する。傳明とは公私ともに兄弟分的な関係となる。それと並行して、城戸四郎所長の推進する「短篇喜劇」の常連出演者となる。鈴木傳明主演、牛原虚彦監督の『彼と人生』（1929年）では、横尾泥海男の「大きな勞働者」に対して、吉谷は「小さな勞働者」役で出演している。
1931年（昭和6年）9月、鈴木傳明の蒲田退社に随行して同社を退社、同様に退社した渡辺篤らとともに不二映画社の設立に参加する。1933年（昭和8年）3月、同社解散後は、同年4月に古川ロッパが設立した劇団「笑の王国」に参加、同年8月10日に公開された木村荘十二監督による写真化学研究所（のちのP.C.L.、現在の東宝の前身の一社）の第1回自主製作作品『音楽喜劇 ほろよひ人生』に出演した。同作では、かつて『彼と人生』で演じたのとまったく同一の対比のキャスティングが行なわれ、横尾泥海男の「親泥棒」、吉谷の「子泥棒」の凸凹コンビを演じている。
同年10月には、京都に移り、日活太秦撮影所現代劇部に入社した。翌1934年（昭和9年）に、同社が現代劇の機能を新設の日活多摩川撮影所に移すとともに異動になり、1942年（昭和17年）1月27日の戦時統合による大映の設立以降も継続入社、日活多摩川撮影所改め大映東京第二撮影所（のちの大映東京撮影所、現在の角川大映撮影所）に所属して、脇役出演を続けた。
第二次世界大戦終結後も同撮影所に所属して、脇役出演をしていたが、満46歳のときの1950年（昭和25年）4月15日に公開された木村恵吾監督の『浅草の肌』以降の出演記録が見当たらない。その後の消息は不明とされていたが、1968年（昭和43年）7月20日に発行された牛原虚彦の著書『虚彦映画譜50年』（鏡浦書房）において、横尾泥海男、斎藤達雄、小林十九二、関時男、岡田宗太郎らと共に、同書執筆の時点で既に故人であるという旨が記されている。没年不詳。

## フィルモグラフィ

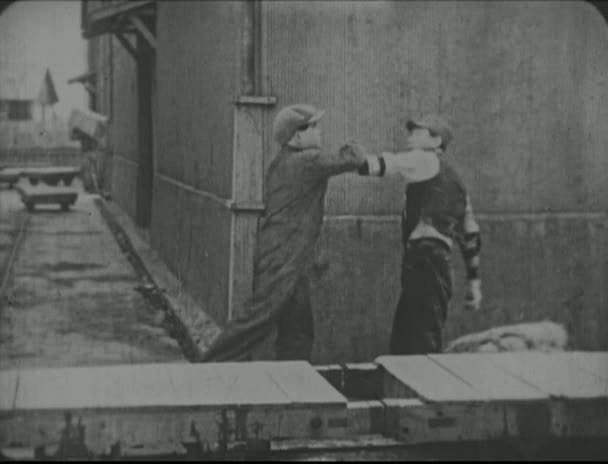
『和製喧嘩友達』（1929年）、満25歳。右は渡辺篤。

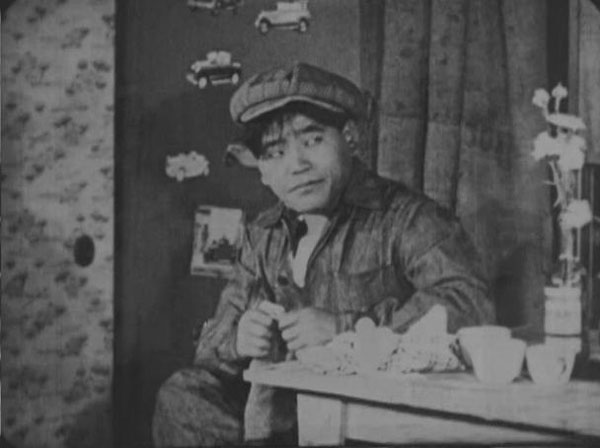
同上。

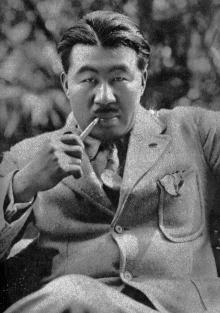
『彼と人生』（1929年）、『音楽喜劇 ほろよひ人生』（1933年）で共演した凸凹コンビの相手、横尾泥海男。

すべてクレジットは「出演」である。公開日の右側には役名、および東京国立近代美術館フィルムセンター（NFC）、マツダ映画社所蔵等の上映用プリントの現存状況についても記す。同センター等に所蔵されていないものは、とくに1940年代以前の作品についてはほぼ現存しないフィルムである。

### 松竹蒲田撮影所
特筆以外すべて製作は「松竹蒲田撮影所」、すべて配給は「松竹キネマ」、特筆以外すべてサイレント映画である。
- 『黒髪夜叉 第一・二篇』 : 監督大久保忠素、1926年10月29日公開 [1]
- 『黒髪夜叉 第三篇』 : 監督大久保忠素、1926年12月11日公開 [1]
- 『黒髪夜叉 第四篇』 : 監督大久保忠素、1926年12月11日公開 [1]
- 『幡随院長兵衛』 : 監督吉野二郎、1927年1月5日公開 [1]
- 『冬休み』 : 監督鈴木重吉、1927年1月5日公開
- 『父帰る』 : 監督野村芳亭、1927年3月29日公開 - 道化芸人
- 『すね者』 : 監督佐々木恒次郎、1927年5月22日公開 - その乾分ペコ（主演）
- 『秋草燈籠 お露の巻』 : 監督野村芳亭、1927年8月5日公開 - 若者甲
- 『秋草燈籠 小萩の巻』 : 監督野村芳亭、1927年8月5日公開 - 若者甲
- 『先生と其娘』 : 監督佐々木恒次郎、1927年9月24日公開 - 駄々ッ子
- 『おかめ』 : 監督五所平之助、1927年10月26日公開
- 『近代武者修行』 : 監督牛原虚彦、1928年1月5日公開 [1]
- 『射的屋の娘』 : 監督重宗務、1928年1月20日公開
- 『普選必勝虎の巻』 : 監督大久保忠素、1928年2月28日公開 [1]
- 『縁は異なもの』 : 監督大久保忠素、1928年3月1日公開 - 主演
- 『急げや急げ』 : 監督斎藤寅次郎、1928年3月16日公開 - 主演
- 『岡惚れ御無用』 : 監督大久保忠素、1928年3月31日公開 - 主演
- 『若人の夢』 : 監督小津安二郎、1928年4月29日公開 - W大学生加藤兵一（主演）
- 『娘頑張れ』 : 監督斎藤寅次郎、1928年5月12日公開 - 主演
- 『妻君廃業』 : 監督大久保忠素、1928年8月24日公開
- 『終列車の女』 : 監督佐々木恒次郎、1928年9月7日公開
- 『狂ったローマンス』 : 監督蔦見丈夫、1928年9月21日公開 - その友人高木
- 『陸の王者』 : 監督牛原虚彦、1928年11月10日公開 - 矢崎万吉
- 『福の神勝手違ひ』 : 監督大久保忠素、1928年11月25日公開
- 『森の鍛冶屋』 : 監督清水宏、1929年1月5日公開 - 村人・吾作
- 『万歳』 : 監督斎藤寅次郎、1929年1月5日公開 - 主演
- 『彼と人生』 : 監督牛原虚彦、1929年1月27日公開 - 小さな勞働者、9分尺の断片のみが現存（NFC所蔵[9]）
- 『鵜の目鷹の目』 : 監督斎藤寅次郎、1929年2月22日公開 - 主演
- 『街の抒情詩』 : 監督重宗務、1929年4月6日公開
- 『大都会 労働篇』 : 監督牛原虚彦、1929年5月18日公開 - 堀内（機関助手）
- 『和製喧嘩友達』 : 監督小津安二郎、1929年7月5日公開 - 芳造、14分尺で現存（NFC所蔵[9]）
- 『親父とその子』 : 監督五所平之助、1929年9月13日公開 - 息子籐吉
- 『恋慕小唄』 : 監督清水宏、1929年11月8日公開 - 郵便配達・山本
- 『未完成の恋』 : 監督斎藤寅次郎、1929年11月23日公開
- 『鉄拳制裁』 : 監督野村員彦（野村浩将）、1930年1月15日公開
- 『チャンバラ夫婦』 : 監督成瀬巳喜男、1930年1月21日公開 - 桃川八郎（主演）
- 『朗かに歩め』 : 監督小津安二郎、1930年3月1日公開 - 仙公、86分尺で現存（NFC所蔵[9]）
- 『進軍』 : 監督牛原虚彦、応援監督野村員彦、1930年3月7日公開 - 郵便配達夫、142分尺で現存（NFC所蔵[9]）
- 『モダン奥様』 : 監督重宗務、1930年7月20日公開
- 『奪はれた唇』 : 監督斎藤寅次郎、1930年7月27日公開
- 『海坊主悩まし』 : 監督斎藤寅次郎、1930年8月8日公開
- 『処女入用』 : 監督五所平之助、1930年8月22日公開
- 『押切新婚記』 : 監督成瀬巳喜男、1930年8月29日公開 - 職工・サブ公
- 『若者よなぜ泣くか』 : 監督牛原虚彦、1930年11月15日公開 - 新聞記者、193分尺で現存（NFC所蔵[9]）
- 『女は強くて弱いもの』 : 監督佐々木恒次郎、1931年1月22日公開
- 『美しき愛』[9]（『美はしき愛』[3]） : 監督西尾佳雄、1931年2月22日公開 - 常さん、45分尺で現存（NFC所蔵[9]）
- 『公認駆落商売』 : 監督佐々木恒次郎、1931年2月25日公開
- 『この穴を見よ』 : 監督斎藤寅次郎、1931年4月3日公開
- 『愛よ人類と共にあれ 前篇 日本篇』 : 監督島津保次郎、1931年4月17日公開 - ボーイ、前後篇合計242分尺で現存（NFC所蔵[9]）
- 『愛よ人類と共にあれ 後篇 米国篇』 : 監督島津保次郎、1931年4月17日公開 - ボーイ、同上
- 『春の秘密』 : 監督野村員彦、1931年5月5日公開
- 『街の浮浪者』 : 監督池田義信、1931年5月11日公開
- 『二階の悲鳴』 : 監督成瀬巳喜男、1931年5月29日公開 - 細川（主演）
- 『落第未遂』 : 監督松井稔、1931年7月23日公開 - 主演
- 『マダムと女房』 : 監督五所平之助、トーキー、1931年8月1日公開 - 新作の友人、56分尺で現存（NFC所蔵[9]）
- 『掠奪よめご』 : 監督二川文太郎、製作松竹下加茂撮影所、1931年8月15日公開

### 不二映画
すべて製作は「不二映画社」、すべて配給は「新興キネマ」、すべてサイレント映画である。
- 『ルンペン俄大盡』 : 監督・主演渡辺篤、1931年製作・公開
- 『栄冠涙あり』 : 監督鈴木重吉、1931年12月31日公開 - 短艇部員 選手川島、110分尺で現存（NFC所蔵[9]）
- 『熊の出る開墾地』 : 監督鈴木重吉、1932年4月14日公開 - 耕吉、104分尺で現存（NFC所蔵[9]）
- 『緑の騎手』 : 監督中村能二、1932年7月14日公開 [1]
- 『街 青春争闘篇』 : 監督青山三郎、1932年8月4日公開 - 拳闘選手加藤
- 『金色夜叉』 : 監督青山三郎・鈴木重吉、1932年9月15日公開 - 遊佐
- 『もだん聖書 当世立志読本巻一』 : 監督阿部豊、1932年10月6日公開 - 綾小路男爵・同令息（二役）

### P.C.L.
すべて製作は「写真化学研究所」、すべて配給は「東和商事映画部」、すべてトーキーである。
- 『音楽喜劇 ほろよひ人生』 : 監督木村荘十二、1933年8月10日公開 - 子泥棒、77分尺で現存（NFC所蔵[9]）

### 日活太秦撮影所
すべて製作は「日活太秦撮影所」、すべて配給は「日活」、すべてサイレント映画である。
- 『さくら音頭』 : 監督渡辺邦男・マキノ正博、1934年3月22日公開 - 半襟屋の若旦那・新之助
- 『子供バンザイ』 : 監督大谷俊夫、1934年4月5日公開 - のらくろ社の弟子 三吉
- 『バリカン若様』 : 監督大谷俊夫、1934年4月19日公開 - 理髪師・村田
- 『晴れて二人で』 : 監督倉田文人、1934年4月19日公開 - 学生・山野
- 『心の太陽 前後篇』 : 監督牛原虚彦、1934年5月10日公開 - 床屋B

### 日活多摩川撮影所
特筆以外すべて製作は「日活多摩川撮影所」、すべて配給は「日活」、特筆以外すべてトーキーである。
- 『夫を想へば』 : 監督大谷俊夫、1934年5月31日公開 - ロイド眼鏡君
- 『紅い唇紅い頬』 : 監督倉田文人、1934年8月15日公開 - その夫
- 『お笑ひ 猿蟹合戦』 : 監督伊賀山正徳、1934年9月15日公開
- 『芸者三代記 昭和篇』 : 監督大谷俊夫、1934年10月17日公開 - 大木
- 『花嫁寝台列車』 : 監督清瀬英次郎、1934年11月1日公開 - 老年の夫

- 『赤ちゃんと大学生』 : 監督千葉泰樹、1935年3月21日公開 - 砂田
- 『恋愛人名簿』 : 監督大谷俊夫、サウンド版、1935年5月1日公開 - 秋山
- 『うら街の交響楽』 : 監督渡辺邦男、1935年5月15日公開 - 質屋の若旦那
- 『海国大日本』 : 監督阿部豊、製作日活・協同映画・太秦発声映画・ゼーオースタヂオ・日本ビクター、配給日活、1935年5月27日公開
- 『男のまごヽろ』 : 監督渡辺邦男、1935年8月22日公開 - 半公
- 『のぞかれた花嫁』 : 監督大谷俊夫、1935年10月14日公開 - ボーイA
- 『戀女房』 : 監督千葉泰樹、1935年12月8日公開 - 商事会社専務

- 『白衣の佳人』 : 監督阿部豊、製作入江プロダクション、配給日活、1936年1月30日公開 - 新聞記者
- 『人生劇場 青春篇』 : 監督内田吐夢、1936年2月13日公開 - 半助、『人生劇場』の題・49分尺で現存（NFC所蔵[9]）
- 『情熱の詩人琢木 ふるさと篇』 : 監督熊谷久虎、1936年3月12日公開
- 『細君三日天下』 : 監督大谷俊夫、1936年4月1日公開 - 秋月勝次郎
- 『護国の母』 : 監督田口哲、1936年5月7日公開 - 隣家の親父
- 『昇給酒合戦』 : 監督千葉泰樹、1936年7月9日公開 - 天野一平
- 『はだかの合唱』 : 監督大谷俊夫、1936年7月15日公開
- 『非常線』 : 監督田口哲、1936年8月7日公開 - ラジオの客B
- 『魂』 : 監督渡辺邦男、1936年8月14日公開
- 『彼女の場合』 : 監督春原政久、1936年9月10日公開 - 社員山田
- 『僕の東京地図』 : 監督伊賀山正徳、1936年9月23日公開 - 浜本の乾分・川口
- 『口笛吹いて百万両』 : 監督倉田文人、1936年10月23日公開 - 沢尻
- 『隣の奥さん』 : 監督吉村廉、1936年11月12日公開 - 家主岡倉
- 『高橋是清自伝 前後篇』 : 監督渡辺邦男、1936年11月19日公開 - 桂
- 『浴槽の花嫁』 : 監督清瀬英次郎、1936年12月31日公開

- 『恋愛べからず読本』 : 監督千葉泰樹、1937年1月7日公開
- 『オリムピック横町』 : 監督春原政久、1937年1月21日公開 - スポーツ軒主人
- 『あゝそれなのに』 : 監督千葉泰樹、1937年3月19日公開 - 円タク運転手・源太郎さん
- 『母校の花形』 : 監督千葉泰樹、1937年4月1日公開 - 吉谷 ラグビー選手、44分尺で現存（NFC所蔵[9]）
- 『ジャズ忠臣蔵』 : 監督伊賀山正徳、1937年4月15日公開 - 市川雅鳥
- 『女よ男を裁け』 : 監督清瀬英次郎、1937年5月6日公開 - 源さん
- 『裸の町』 : 監督内田吐夢、1937年5月13日公開 - 蓄音機屋の客
- 『坊ちゃん重役』 : 監督田口哲、1937年6月24日公開 [4]
- 『宝島総動員』 : 監督千葉泰樹、1937年7月14日公開 - 宝島酋長
- 『公園裏の兄妹』 : 監督吉村廉、1937年9月16日公開 - 甚造
- 『恋愛ハワイ航路』 : 監督水ヶ江龍一、1937年10月21日公開 - 金魚亭三八
- 『あたし幸福よ』 : 監督千葉泰樹、1937年12月12日公開 - 小山
- 『軍国の花嫁』 : 監督首藤壽久、1937年12月21日公開 - 株屋の若旦那・山崎

- 『お菊ちゃん』 : 監督森永健次郎、1938年3月8日公開 - 運転手
- 『忠臣蔵 地の巻』 : 監督池田富保、製作日活京都撮影所、1938年3月31日公開 - 畳屋職人喜作、総集篇『忠臣蔵 天の卷 地の卷』の3分尺の断片のみが現存（NFC所蔵[9]）
- 『忠臣蔵 天の巻』 : 監督マキノ正博、製作日活京都撮影所、1938年3月31日公開 - 畳屋職人喜作、同上[9]
- 『指環のワルツ』 : 監督吉村廉、1938年4月7日公開
- 『友よ意気高らかに』 : 監督富岡捷、1938年5月12日公開 - 応援団長・渡辺
- 『上海だより』 : 監督水ヶ江龍一、1938年6月9日公開 [4]
- 『悦ちゃん万歳』 : 監督伊賀山正徳、1938年7月31日公開 - 靴磨き
- 『東京千一夜』 : 監督内田吐夢、1938年11月3日公開
- 『鉄火部隊』 : 監督田口哲、1938年12月1日公開 - 長吉

- 『地上天国』 : 監督千葉泰樹、1939年1月7日公開 - 社長
- 『露営の灯』 : 監督富岡捷、1939年4月7日公開 - 友人・武井
- 『押切り混戦記』[8]（『押切り混線記』[3]） : 監督伊賀山正徳、1939年7月20日公開 - たどんや音十
- 『舗道の戦線』 : 監督野口博志、1939年7月29日公開 - 床屋・武さん
- 『キャラコさん』 : 監督渡邊恒次郎、1939年9月28日公開 - 猪俣君
- 『今日の船出』 : 監督伊賀山正徳、1939年12月15日公開 - 田村

- 『沃土萬里』 : 監督倉田文人、1940年2月1日公開 - 臼田、85分尺で現存（NFC所蔵[9]）
- 『突撃はこれからだ』 : 監督伊賀山正徳、1940年2月15日公開 - 北澤
- 『歴史 第一部 動乱戊辰』 : 監督内田吐夢、1940年5月15日公開 - 番頭久兵衛
- 『歴史 第二部 焦土建設・第三部 黎明日本』 : 監督内田吐夢、1940年5月30日公開
- 『大地の楽園』 : 監督小西達三郎、1940年11月28日公開 - 原田

- 『世紀は笑ふ』 : 監督マキノ正博、1941年9月4日公開 - ハイカラ湯親爺、93分尺で現存（NFC所蔵[9]）
- 『将軍と参謀と兵』 : 監督田口哲、1942年3月7日公開 - 炊事当番兵、92分尺で現存（NFC所蔵[9]）

### 大映東京撮影所
特筆以外すべて製作は「大映東京撮影所」、特筆以外すべて配給は「大映」、以下すべてトーキーである。
- 『山参道』 : 監督島耕二、製作大映東京第二撮影所、配給映画配給社、1942年6月4日公開 - 役名不明、6分尺の断片のみが現存（NFC所蔵[9]）
- 『海猫の港』 : 監督千葉泰樹、製作大映東京第二撮影所、配給映画配給社、1942年7月30日公開 - のろ勘、93分尺で現存（NFC所蔵[9]）
- 『あなたは狙われてゐる』 : 監督石田吉男、製作大映東京第二撮影所、配給映画配給社、1942年11月16日公開
- 『青空交響楽』 : 監督千葉泰樹、製作大映東京第二撮影所、配給映画配給社、1943年1月21日公開 - 八兵衛、87分尺で現存（NFC所蔵[9]）
- 『海ゆかば』 : 監督伊賀山正徳、製作大映東京第二撮影所、配給映画配給社、1943年5月27日公開

- 『死美人事件』 : 監督小石栄一、1948年10月25日公開 - 唖男
- 『男が血を見た時』 : 監督田中重雄、1949年1月11日公開
- 『母椿』 : 監督小石栄一、1950年1月10日公開
- 『笑う地球に朝が来る』 : 監督水野洽、1950年1月17日公開
- 『妻も恋す』 : 監督田中重雄、1950年3月19日公開 - 六さん
- 『一匹狼』 : 監督小石栄一、1950年2月5日公開 - 富治
- 『浅草の肌』 : 監督木村恵吾、1950年4月15日公開
- 『戦争と将軍』（『将軍と参謀と兵』の改訂新版） : 監督田口哲、1942年製作・1954年公開 - 挺身隊兵